# Albany, New York
Albany (/ˈɔːlbəni/ ⓘ AWL-bə-nee) là thủ phủ của tiểu bang New York và là quận lỵ của quận Albany. Cách Thành phố New York chừng 150 dặm (240 km) về phía bắc, Albany hình thành bên bờ tây sông Hudson, cách chỗ hợp lưu của nó với sông Mohawk chừng 10 dặm (16 km) về phía nam. Dân số của Thành phố Albany là 97.856 người theo thống kê 2010. Albany là cái lõi kinh tế và văn hoá của Capital District của bang New York. Với dân số ước tính năm 2013 là 1,1 triệu người Capital District là vùng đô thị đông dân thứ ba trong bang và thứ 38 toàn Hoa Kỳ.
Albany là điểm dân cư của người châu Âu đầu tiên tại nơi ngày nay là bang New York. Thực dân Hà Lan khai khẩn nơi đây năm 1614, dựng lên Fort Nassau để mua bán lông thú và Fort Orange năm 1624. Họ tạo lập thành công mối quan hệ với người Mahican và người Mohawk, hai tộc người bản địa trong vùng. Nghề buôn bán lông thú thu hút dân cư lập ra một ngôi làng tên Beverwijck gần Fort Orange. Năm 1664, người Anh đoạt lấy nơi đây từ tay người Hà Lan, đặt ra cái tên Albany, để vinh danh Công tước Albany khi đó, người sẽ trở thành James II của Anh và James VII của Scotland. Nó trở thành thủ phủ bang New York năm 1797, sau khi Hoa Kỳ giành được độc lập trong Chiến tranh Cách mạng Hoa Kỳ. Albany là một trong những điểm dân cư cổ nhất còn sót lại trong Mười ba thuộc địa đầu tiên.